# Imiza od Luksemburga
Imiza od Luksemburga (također Irmentruda/Ermentruda; o. 990./1000. – nakon o. 1055./6.) bila je njemačka plemkinja, kći Fridrika od Luksemburga i njegove žene, čije je ime možda bilo Ermentruda te sestra Ogive od Luksemburga. Bila je potomak Karla Velikog. Teta joj je bila sveta Kunigunda od Luksemburga.
Oko 1017. god., Imiza se udala za grofa Welfa II. Švapskog. Njezin su miraz bila imanja Mering (blizu Augsburga) i Elisina (danas Solesino). Vjerojatno je Imiza dobila ta imanja po želji svoje tete, carice Kunigunde. Welf II. i Imiza imali su kćer i sina:
- Kunigunda od Altdorfa
- Welf od Koruške — umro bez djece

Imiza je sina nadživjela te je bila baka Welfa I. Bavarskog. Pokopana je u Altomünsteru.